# Кубок світу з біатлону 2017—2018, змішана естафета
Залік змішаних естафет у рамках Кубку світу з біатлону сезону 2017—18 складається з 4 гонок, що проходитимуть упродовж двох етапів. Перші з цих гонок відбулися 26 листопада 2017 року в Естерсунді, остання відбудеться у березні в Контіолагті. Із запланованих гонок дві проходять у звичному форматі з участю двох жінок і двох чоловіків від кожної команди. Дві гонки проводяться за форматом одиночної змішаної естафети.

## Чільні три команди сезону 2016–17
| Медаль  | Команда   | Очки |
| ------- | --------- | ---- |
| Золото: | Німеччина | 264  |
| Срібло: | Франція   | 257  |
| Бронза: | Австрія   | 201  |

## Переможці та призери етапів
| Гонки:                                  | Золото:                                                                                     | Час                                                       | Срібло:                                                                 | Час                                                       | Бронза:                                                                 | Час                                                       |
| Одиночна змішана естафета — Естерсунд   | Австрія Ліза Тереза Гаузер Зімон Едер                                                       | 36:17.0 (0+0) (0+1) (0+0) (0+0) (0+0) (0+1)               | Німеччина Ванесса Гінц Ерік Лессер                                      | 36:33.5 (0+0) (0+1) (0+2) (0+1) (0+1) (0+2) (0+1) (0+1)   | Казахстан Галина Вишневська Максим Браун                                | 36:49.7 (0+1) (0+0) (0+2) (0+2) (0+0) (0+0) (0+0) (0+0)   |
| Змішана естафета — Естерсунд            | Норвегія Інгрід Ландмарк Тандревольд Тіріль Екгофф Йоганнес Тінгнес Бо Еміль Гегле Свендсен | 1:11:31.7 (0+0) (0+2) (0+1) (0+2) (0+2) (0+3) (0+0) (0+3) | Італія Ліза Вітоцці Доротея Вірер Домінік Віндіш Лукас Гофер            | 1:11:37.0 (0+0) (0+0) (0+0) (0+2) (0+0) (0+0) (1+3) (0+1) | Німеччина Франціска Пройс Марен Гаммершмідт Бенедикт Долль Арнд Пайффер | 1:11:38.1 (0+1) (0+1) (0+1) (0+1) (0+3) (0+1) (0+1) (0+1) |
| Одиночна змішана естафета — Контіолагті | Франція Анаїс Шевальє Антонен Гігонна                                                       | 33:29.1 (0+1) (0+2) (0+1) (0+0) (0+0) (0+0) (0+2) (0+0)   | Австрія Ліза Тереза Гаузер Юліан Ебергард                               | 33:31.5 (0+2) (0+1) (0+1) (0+0) (0+0) (0+1) (0+2) (0+0)   | Норвегія Марте Ольсбу Йоганнес Тінгнес Бо                               | 33:33.5 (0+2) (0+2) (0+0) (0+1) (1+3) (0+0) (0+2) (0+1)   |
| Змішана естафета — Контіолагті          | Італія Доротея Вірер Ліза Вітоцці Домінік Віндіш Лукас Гофер                                | 1:15:08.3 (0+3) (0+3) (0+1) (1+3) (0+2) (0+0) (0+0) (0+1) | Україна Анастасія Меркушина Віта Семеренко Артем Прима Дмитро Підручний | 1:15:09.8 (0+0) (0+0) (0+1) (0+0) (0+0) (0+1)             | Норвегія Сюнневе Сулемдаль Тіріль Екгофф Генрік л'Абе-Лунд Тар'єй Бо    | 1:15:17.4 (0+1) (0+2) (0+1) (0+3) (0+1) (0+0) (0+0) (0+1) |

## Поточна таблиця
| #  | Команда        | ЕСТ | ЕСТ ОЗЕ | КОН | КОН ОЗЕ | Загалом |
| -- | -------------- | --- | ------- | --- | ------- | ------- |
|    | Німеччина      | 48  | 54      |     |         | 102     |
| 2  | Норвегія       | 60  | 32      |     |         | 92      |
| 3  | Італія         | 54  | 36      |     |         | 90      |
| 4  | Австрія        | 23  | 60      |     |         | 83      |
| 5  | Швеція         | 40  | 40      |     |         | 80      |
| 6  | Франція        | 36  | 43      |     |         | 79      |
| 7  | Росія          | 38  | 34      |     |         | 72      |
| 8  | Словаччина     | 43  | 28      |     |         | 71      |
| 9  | Україна        | 31  | 38      |     |         | 69      |
| 10 | Білорусь       | 30  | 30      |     |         | 60      |
| 11 | Чехія          | 28  | 31      |     |         | 59      |
| 12 | Словенія       | 29  | 29      |     |         | 58      |
| 13 | Польща         | 27  | 27      |     |         | 54      |
| 14 | Канада         | 26  | 26      |     |         | 52      |
| 15 | Болгарія       | 25  | 25      |     |         | 50      |
| 16 | Казахстан      |     | 48      |     |         | 48      |
| 17 | Литва          | 24  | 24      |     |         | 48      |
| 18 | Південна Корея | 22  | 22      |     |         | 44      |
| 19 | Японія         | 21  | 21      |     |         | 42      |
| 20 | США            | 20  | 20      |     |         | 40      |
| 21 | Румунія        | 19  | 19      |     |         | 38      |
| 22 | Естонія        | 18  | 18      |     |         | 36      |
| 23 | Фінляндія      | 34  |         |     |         | 34      |
| 24 | Швейцарія      | 32  |         |     |         | 32      |